# دنیل واس
دنیل واس (زادهٔ ۳۱ مهٔ ۱۹۸۹) بازیکن فوتبال برای تیم فوتبال اتلتیکو مادرید و تیم ملی دانمارک بازی می کند.
وی برای تیم ملی دانمارک ۸ بازی انجام داده و ۰ گل به ثمر رسانده‌است. پست تخصصی این بازیکن نیز، دفاع است.